# شسنی
شسنی (به فرانسوی: Chesny) یک کمون در فرانسه است که در Canton of Verny واقع شده‌است.

## خصوصیات
شسنی ۴٫۳۴ کیلومترمربع مساحت و ۳۷۰ نفر جمعیت دارد و ۱۲۰ متر بالاتر از سطح دریا واقع شده‌است.